# Фантомас против Скотланд-Ярда
«Фантома́с про́тив Ско́тланд-Я́рда» (фр. Fantômas contre Scotland Yard) — франко-итальянская приключенческая кинокомедия, снятая Андре Юнебелем. Пародия на авантюрные романы Марселя Аллена и Пьера Сувестра, а также последний из трёх фильмов о Фантомасе с Жаном Маре и Луи де Фюнесом в главных ролях.
Съёмки проходили с октября по декабрь 1966 года: преимущественно в замке Роктайад, лесу Фонтенбло и павильонах студий; в Шотландии, где разворачивается действие фильма, была отснята только начальная сцена.
Премьера на французских экранах состоялась 16 марта 1967 года. В советский прокат картина вышла 8 июля 1968 года в дубляже «Союзмультфильма». Успех не был столь ошеломительным, как у предыдущих частей: 3,5 миллиона зрителей во Франции и 34,3 миллиона — в СССР. В силу ряда обстоятельств съёмки четвёртого фильма, сюжет которого развернулся бы в Москве, так и не состоялись.

## Сюжет
Шотландский лорд Эдуард Мак-Рэшли приглашает к себе в замок своего друга и страхового агента Уолтера Брауна. Он решил застраховать свою жизнь, что устраивает его молодую жену Дороти Мак-Рэшли и его молодого секретаря Андре Бертье, любовника Дороти, которые желают его смерти. Во время разговора выясняется, что под видом Уолтера Брауна явился Фантомас и вымогает у лорда деньги.
Между тем во Франции Фандор пишет некролог на Уолтера Брауна, где заявляет, что эта смерть — дело рук Фантомаса. Редактор газеты отправляет его с невестой Элен на место в Шотландию. Между тем лорд приглашает в гости комиссара Жюва и его помощника Мишеля Бертрана.
В преддверии визита французских гостей лорд Мак-Рэшли собирает в своей резиденции самых богатых людей мира, чтобы решить, как противостоять Фантомасу. Но почти все склонны уступить злодею.
В замке готовится большой приём. Леди Мак-Рэшли устраивает сеанс спиритизма. Под конец комиссар, которому надоедает скучный приём, отправляется спать. Благодаря этому Фантомас разыгрывает над ним несколько трюков, и в результате общество начинает считать комиссара полиции сумасшедшим.
Тем временем британские гангстеры задумывают собственную операцию: убить Фантомаса и самим шантажировать богачей от его имени. Но Фантомас осведомлён и об их планах. Загримировавшись под их главаря (которого убивает), он внезапно раскрывает перед ними, кто он в действительности — и вымогает деньги уже у них.
Фантомас продолжает ставить комиссара Жюва в неловкое положение, одновременно создав ситуацию, при которой собравшиеся гости лорда убеждаются в умственном расстройстве комиссара, а сам принимает облик лорда, выдавая себя за него.
Леди Мак-Рэшли развлекает гостей спиритизмом и гаданием на картах. Комиссар Жюв выводит её из себя, дважды сообщив о смерти мужа (которой она и на самом деле с нетерпением ждёт) и дважды опровергнув это сообщение. Андре обнадёживает её, что будет реальная возможность убить лорда на охоте. Накануне гангстеры, собиравшиеся обхитрить лорда, осознали, что у них с ним общая проблема, и пришли к нему «на поклон». Фантомас, выдающий себя за лорда, пытается взять нескольких гангстеров в заложники. План почти удаётся, но его нечаянно срывает комиссар Жюв. Фантомас отменяет операцию. Между тем секретарь Бертье решается, наконец, покончить с лордом, чтобы заполучить его жену. Убить мнимого лорда ему почти удаётся, но убийство срывается в последний момент, когда он обнаруживает, что перед ним в действительности не лорд, а Фантомас. Злодей успешно контратакует и убивает Андре, сбросив последнего со скалы, но Элен оказывается свидетельницей этой сцены. Слуги Фантомаса бросаются за ней в погоню, ловят её, но появляется Фандор и спасает свою невесту.
Комиссар Жюв и Бертран, вернувшись в замок, оказываются пленниками Фантомаса. Он рассказывает им о своей операции с богачами, требует помочь ему и водворяет в гостиную замка. Встретив там мнимого лорда, за обликом которого скрылся Фантомас, они делятся с ним планами поимки Фантомаса. Комиссар Жюв участвует в операции. Решив обезопасить «лорда» от Фантомаса, он создаёт систему оповещения, с помощью которой мнимый лорд должен предупредить комиссара о появлении Фантомаса.
Между тем Фандор и Элен узнают от взятого в плен помощника Фантомаса о его намерениях, и составляют свой собственный план поимки злодея. План почти удаётся, но в последнюю минуту комиссар Жюв с помощником срывают его. Из башни замка взлетает космическая ракета. Её атакуют и она взрывается. Все ликуют, будучи увереными, что со злодеем покончено навсегда. А между тем Фантомас спокойно едет по дороге на велосипеде со шкатулкой бриллиантов.

## Над фильмом работали
Роли исполняют и дублируют:
| Актёр                                | Роль                                                           | Русский дубляж     |
| ------------------------------------ | -------------------------------------------------------------- | ------------------ |
| Жан Маре                             | Фантомас / журналист Фандор / Уолтер Браун / гангстер Джузеппе | Владимир Дружников |
| Луи де Фюнес                         | комиссар Жюв                                                   | Владимир Кенигсон  |
| Милен Демонжо                        | Элен                                                           | Татьяна Конюхова   |
| Жак Динам                            | инспектор Мишель Бертран                                       | Степан Бубнов      |
| Анри Серр                            | Андре Бертье, секретарь лорда Мак-Рэшли                        | Борис Никифоров    |
| Жан-Роже Коссимон                    | лорд Мак-Рэшли                                                 | Алексей Полевой    |
| Франсуаза Кристоф                    | леди Дороти Мак-Рэшли                                          | Ирина Карташёва    |
| Андре Дюма                           | Том Смит                                                       | Феликс Яворский    |
| Робер Дальбан                        | редактор газеты «Рассвет»                                      | Николай Граббе     |
| Жан Озенн                            | Альберт, дворецкий лорда Мак-Рэшли                             |                    |
| Макс Монтавон                        | Александр, слуга                                               |                    |
| Рита Ренуар                          | звезда, спускающаяся с самолёта                                |                    |
| Ги Делорм                            | глава мафии                                                    |                    |
| Антуан Бод                           | Уильям                                                         |                    |
| Доминик Зарди                        | пилот самолёта                                                 |                    |
| Анри Атталь                          | Годфри, водитель старого автомобиля                            |                    |
| Реймон Пельгрен (в титрах не указан) | голос Фантомаса                                                | Владимир Дружников |

Съёмочная группа:
| Авторы сценария                               | Жан Ален, Пьер Фуко                                                               |
| Режиссёр                                      | Андре Юнебель                                                                     |
| Ассистенты режиссёра                          | Мишель Вин, Жан-Пьер Десанья                                                      |
| Художник                                      | Макс Дуи                                                                          |
| Костюмы                                       | Мирей Лейде                                                                       |
| Оператор                                      | Марсель Гриньон                                                                   |
| Звук                                          | Рене-Кристиан Форже                                                               |
| Монтаж                                        | Пьер Жилетт                                                                       |
| Композитор                                    | Мишель Мань                                                                       |
| Координатор боевых сцен и каскадёрских трюков | Клод Карлье                                                                       |
| Продюсеры                                     | Поль Кадеак, Ален Пуаре                                                           |
| Производство                                  | Production Artistique et Cinématographique, Gaumont (Франция); Fair Film (Италия) |

## Создание
В 1964 и 1965 годах французский кинорежиссёр Андре Юнебель под влиянием киноисторий о Джеймсе Бонде снял фильмы «Фантомас» и «Фантомас разбушевался», адаптировав в них романы Марселя Аллена и Пьера Сувестра в юмористическом ключе со своим любимым актёром в главной роли — Жаном Маре. Картины Юнебеля ждал большой успех как во Франции, так и за её пределами — в частности, ему поспособствовал запоминающийся комедийный образ комиссара Жюва, исполненный Луи де Фюнесом. В июле 1965 года 80-летний Марсель Аллен высказывал недовольство касательно экранизаций Юнебеля, сетовав на их тон, авторские вольности, переработанный характер персонажей и отклонение от оригинального сюжета.
Весной 1966 года сценарист Жан Ален принял решение отказаться от пародирования историй про Джеймса Бонда в третьем фильме и постараться как можно сильнее приблизиться к «Фантомасу» Аллена и Сувестра. Так, в шотландской культуре и мифологии нашли отражение романтические и мрачные мотивы, которые можно встретить в романах. В картине они проявляются через изображение фальшивых и настоящих трупов, искусственных декораций и мрачной атмосферы старого замка с привидениями. Юнебель говорил: «в фильме будет немало фантастических аспектов, поскольку Жан Ален ловко перенёс историю в Шотландию и запустил в неё парочку призраков, разумеется, ненастоящих, но всё равно пугающих». Смену ракурса повествования Ален обосновывал так: «Вряд ли можно придумать более увлекательные боевые сцены. Было практически всё: погони на автомобилях, поездах, вертолётах, катерах и подводных лодках. Мы не обошли вниманием и всевозможные гаджеты, вплоть до автомобиля, который превращается в самолёт. Общественный интерес постепенно угасал».
Большая часть художественной и технической команды двух предыдущих лент о Фантомасе вернулась для работы над третьим фильмом. Проект вновь возглавил Андре Юнебель, заручившийся помощью Жана-Пьера Десаньи и Мишеля Вина — ассистентов, которым за время своей режиссёрской карьеры он нередко передавал бразды управления съёмочной группой. Жак Бенар, занятый монтажом своего фильма «Ресторан господина Септима», переложил режиссёрские обязанности на Мишеля Вина, чтобы поработать над проектом Юнебеля. Сценарий — как и к картинам «Фантомас» и «Фантомас разбушевался» — написали Жан Ален, участвовавший в создании всех фильмов своего отца Андре Юнебеля, и Пьер Фуко, который, помимо двух предыдущих «Фантомасов», написал для Юнебеля четыре части серии «Агент 117» и несколько фильмов «плаща и шпаги». Юнебель понимал, что создаёт развлекательные киноленты без особых художественных амбиций, и поэтому не ограничивал своих сценаристов в идеях, позволяя им творить в своё удовольствие.
На предпроизводстве рассматривалось два названия: «Фантазия для Фантомаса» (фр. Fantasia pour Fantomas) и «Месть Фантомаса» (фр. La Vengeance de Fantomas). В конечном итоге картина была озаглавлена как «Фантомас против Скотланд-Ярда» (фр. Fantomas contre Scotland Yard). Конечный вариант не совсем точно отражает содержание фильма: Скотланд-Ярд — это наименование полиции Большого Лондона — юрисдикции, расположенной в Англии, на другом конце Великобритании, а не в Шотландии. Тем не менее, в 1950-х и 1960-х годах многие английские детективные романы носили в заголовке приставку «Скотланд-Ярд».

### Актёры. Подготовка к съёмкам
Лично я не видел смысла в продолжении этого приключения. Главной звездой был де Фюнес. Я понимал, что моя кинокарьера затянулась и следовало бы уделить больше времени театру, где мне предлагали более солидные роли. Но в итоге я пошёл навстречу Алену Пуаре, не питая при этом особых иллюзий относительно глубины своего образа и стремясь не подвести своего друга Андре Юнебеля. Де Фюнес пользовался огромной популярностью, и я был очень рад за него.
Оригинальный текст (фр.)Pour ma part, je ne voyais pas vraiment l'intérêt de poursuivre cette aventure. La vraie vedette était de Funès. Je sentais bien que ma carrière cinématographique marquait le pas et que je devais davantage me consacrer au théâtre, où on me proposait des rôles plus consistants. J’ai fini par céder à la sollicitation d'Alain Poiré sans me faire trop d'illusions sur l'épaisseur de mon personnage, et puis je ne voulais pas laisser tomber mon ami André Hunebelle. De Funès jouissait d’une immense popularité et j'en étais très heureux pour lui.
Жан Маре — Жан-Марку Лубье, биографу Луи де Фюнеса. 1990-е годы.
На съёмочной площадке собрались ключевые актёры из предыдущих картин. Луи де Фюнес вновь сыграл роль комичного и неудачливого комиссара Жюва: актёр мастерски подогнал её под свой классический типаж сварливого и антипатичного мужчины, вызывающего насмешки. Помимо колоссальной переработки образа персонажа относительно первоисточника Юнебель в своих киноадаптациях «повысил» Жюва в должности: если в романах Сувестра и Аллена он изображается инспектором службы безопасности, то здесь он — комиссар дивизии, возглавляющий парижскую полицию. В промежутке между первым и последним «Фантомасами» Луи де Фюнес быстро стал востребованным киноактёром — фильмы с его участием хвастались хорошей кассой и очень нравились зрителям. Наибольшую известность ему принесли «Жандарм из Сен-Тропе» и непосредственно «Фантомас»; её быстро закрепили фильмы «Разиня», «Жандарм в Нью-Йорке», «Фантомас разбушевался» и «Ресторан господина Септима». В марте 1967 года — когда «Фантомас против Скотланд-Ярда» вышел на экраны в разгар триумфа «Большой прогулки» — французский искусствовед Жорж Шаренсоль отмечал: «Будучи в тени на протяжении двадцати лет, он за считанные месяцы сменил Жана Габена, Бриджит Бардо и Жан-Поля Бельмондо на посту главы французского кинематографа». Как и в случае с предыдущими фильмами о Фантомасе, в процессе съёмок де Фюнес, вкупе с импровизацией в сценах, активно предлагал режиссёру сценарные идеи; так, с его подачи в концовку была добавлена ракета, вылетающая из замка лорда Мак-Рэшли.
Жан Маре в третий раз исполнил роль журналиста Фандора — бесстрашного и обаятельного киногероя, которых Маре играет на протяжении всей своей карьеры. В 1960-х годах он снялся в ряде остросюжетных шпионских боевиков в духе Джеймса Бонда, таких как «Благородный Станислас, секретный агент», «Джентльмен из Кокоди», «Адский поезд» и «Святой выходит на след». Помимо роли Фандора, Маре перевоплощался и в самого Фантомаса — для этого ему требовалось проходить длительный процесс гримирования, носить сине-зелёную маску и контактные линзы, меняющие цвет его глаз. «Мы с гримёром прикладывали все усилия, чтобы люди меня не узнали. Даже когда Фантомас маскировался под Фандора, он должен был выглядеть так, будто это не я, что требовало двух-трёх часов грима. И когда фильм вышел на экраны, люди спрашивали меня: „А кто играет Фантомаса?“», — вспоминал Маре. Несмотря на то, что на момент съёмок актёру перевалило за пятьдесят, все трюки он по-прежнему желал выполнять самостоятельно. При всей популярности роли Фантомаса, тягостность необходимых процедур трансформации с каждым разом всё более и более досаждала Маре, особенно учитывая, что его реплики впоследствии переозвучивал другой актёр — Реймон Пельгрен.
С каждым новым фильмом трилогии комичный де Фюнес всё сильнее затмевал на экране брутального Маре. Изначально Жюв должен был присутствовать только как второплановый персонаж без возможности появления во второй части, однако за счёт комического исполнения де Фюнеса «Фантомас» — который задумывался как боевик, перемежающийся с комедией — превратился в чистую комедию, что нанесло ущерб брутальному образу Маре и его значимости в сюжете. Любовь публики к персонажу Жюва и огромная популярность актёра побудили авторов лент о Фантомасе переключить в продолжениях внимание на него и усилить комедийную составляющую. Будучи лидером французского кинематографа 1940-х годов, Жан Маре испытывал определённую горечь от того, что его обошёл актёр, которого он знал с самого низа карьеры, а также из-за того, что Юнебель вдруг отвернулся от него. По мере продвигавшихся совместных съёмок отношения между двумя кинозвёздами становились всё более напряжёнными. Жан-Пьер Десанья — ассистент режиссёра — называл отношения Маре и де Фюнеса «очень хорошими во время работы над первым фильмом. Со второго атмосфера начала накаляться (…). А для последнего фильма Юнебель выбрал для каждого из них отдельный график съёмок, чтобы они не слишком много работали вместе». Де Фюнес даже в чисто финансовом плане смог опередить Маре, которому за первого «Фантомаса» заплатили больше: последний за третий фильм получил в общей сложности 400 000 франков (фиксированный гонорар 285 000 франков и 4,75 % от кассовых сборов), де Фюнес — фиксированный гонорар в размере 500 000 франков. Тем не менее, когда киножурнал Le Film français объявлял о старте съёмок, Луи де Фюнес всё так же числился третьим в актёрском составе.
Трио замыкает Милен Демонжо, которая снова сыграла красивую и обаятельную Элен — пресс-фотографа и невесту Фандора. К тому времени актриса была на пике своей карьеры и уже считалась серьёзной конкуренткой Бриджит Бардо. Помимо кинотрилогии о Фантомасе, Юнебель снял её в приключенческой картине «Ярость в Байя для агента ОСС 117». Демонжо не отрицала, что её роль «несколько заурядна» («трофейная жена») и обсуждала этот аспект непосредственно со сценаристами, попросив их добавить в характер героини больше глубины и сюжетной значимости. Однако ей отвечали, что в подобном формате молодые исполнительницы должны играть именно такие роли. В то же время, по наблюдению писателя Марка Лемонье, Элен не соответствует общепринятым стереотипам о молодых девушках, которые зачастую отличаются пассивностью, зависимостью от мужчин и отсутствием финансовой самостоятельности: она активна, трудолюбива и независима, а также отлично вливается в мужскую среду печатной прессы.
Французский актёр и поэт Жан-Роже Коссимон, снимавшийся вместе с Жаном Маре в фильме 1965 года «Вся правда о Станисласе — истребителе шпионов», изобразил шотландского лорда Эдуарда Мак-Рэшли. Роль Дороти, супруги лорда, исполнила Франсуаза Кристоф; в 1947 году она сыграла небольшую роль в экранизации «Фантомаса» от режиссёра Жана Саша. В образе секретаря Мак-Рэшли и любовника Дороти — Андре Бертье — был Анри Серр, который прославился ролью Джима в ленте «Жюль и Джим» (1962).
Вместе с Луи де Фюнесом в трилогии Юнебеля снимались его друзья и коллеги. Так, Жак Динам вновь сыграл роль инспектора Мишеля Бертрана — помощника комиссара Жюва. Наряду с Франсуазой Кристоф, актёр также появлялся в небольшом эпизоде в «Фантомасе» 1947 года. Инспекторы и помощники комиссара в исполнении Кристиана Тома и Мишеля Дюплекса — второплановые герои первых двух картин о Фантомасе — в третьем фильме не появляются. Близкий друг де Фюнеса Макс Монтавон исполнил роль Александра, слуги в замке Мак-Рэшли; у него есть короткая сцена в предыдущей ленте — «Фантомас разбушевался». Жан Озенн, известный по работе в фильме «Ресторан господина Септима», воплотил на экране образ дворецкого. Его персонаж отличается невозмутимостью и спокойствием, что резко контрастирует с безрассудством героя де Фюнеса.
Робер Дальбан, участвовавший во всех кинопроектах своего друга Алена Пуаре, в очередной раз сыграл роль редактора газеты «Рассвет», в которой работают Элен и Фандор. Анри Атталь фигурирует в картине в образе чудаковатого шотландца Годфри, а Доминик Зарди — в роли пилота и приспешника Фантомаса, захваченного Фандором и Элен; до этого оба играли телохранителей Фантомаса, убитых во втором фильме комиссаром Жювом из сигары-пистолета. Ги Делорму, которому Юнебель в своих фильмах часто доверял отрицательные роли за счёт его «злодейской» внешности, досталась роль британского мафиози. Мишель Томасс исполнил эпизодическую роль Магараджи Кемпуры на встрече миллиардеров. Будучи русским по происхождению, актёр говорит на своём родном языке, при том что его персонаж является индийцем; при показе в Советском Союзе этот эпизод был переозвучен — и Магараджа в нём говорил уже не по-русски. Андре Дюма — за плечами которого уже была небольшая роль в «Фантомасе» 1964 года — предстал в качестве Тома Смита, инспектора из Скотланд-Ярда. Знаменитая стриптизёрша из салуна Crazy Horse Рита Ренуар сыграла небольшую роль в сцене прибытия главных героев в Шотландию — её появление сопровождается толпой фотографов, ожидающих звезду, тогда как Жюв уверен, что этот приём был предназначен для него.

### Процесс съёмок
Фильм был произведён французскими киностудиями Gaumont (SNEG), возглавляемой Аленом Пуаре, и Production Artistique et Cinématographique (PAC) — кинокомпанией Юнебеля — в сотрудничестве с итальянской Fair Film. Все декорации разработаны Максом Дуи, костюмы — Мирей Лейде, а музыкальное сопровождение — Мишелем Манем. Юнебель работал в семейном кругу: Ален — его сын, а художница по костюмам — бывшая супруга. За создание масок Фантомаса по-прежнему отвечал гримёр Жерар Коган; в 1959 году он создавал маски для фильма Юнебеля «Горбун».
Третий фильм о похождениях французского злодея обошёлся творческой группе в 6,4 миллиона франков, — около 9,7 миллиона евро на 2025 год, — почти четверть из которых приходится на гонорары актёрам. Съёмки велись с 20 октября по 28 декабря 1966 года на юго-западе Франции, преимущественно в окрестностях Жиронды. В самой же Шотландии — а именно в деревне Инверэри близ Глазго и в Эдинбурге — была отснята только начальная сцена картины, в которой Фантомас в облике Уолтера Брауна направляется в замок Мак-Рэшли.
Шотландский замок лорда — это замок Роктайад в деревне Мазер примерно в 55 километрах к юго-востоку от Бордо. Кроме «Фантомаса против Скотланд-Ярда», здесь также снимался фильм «Братство волка». Интерьер замка был воспроизведён в павильонах студии Сен-Мориса. Сцены охоты снимались в лесу Фонтенбло; в них Жан Маре ездит на своём коне Султане, с которым он к тому моменту успел сняться в семи кинокартинах. В фильме также мелькают: здание аэропорта Эбботсинч, ныне Международного аэропорта Глазго (Пейсли, Ренфрушир); улицы Вест-Энда и площадь Пикадилли (Лондон); и вид на Темзу в направлении Дома Парламента с Ривер Уолк. Слуга Фантомаса пилотировал туристический самолёт с французской регистрацией Morane-Saulnier MS.502 Criquet c/n 389, в то время как в финальной сцене задействованы шесть самолётов BAC Jet Provost отряда «Красные пеликаны». Макс Дуи, который отвечал за декорации, впоследствии стал художником-постановщиком одного из фильмов о Джеймсе Бонде — «Лунный гонщик». В число автомобилей, показанных в фильме, входят: Austin A110, A152, FX4; Triumph Herald 1200; Rolls-Royce Silver Cloud III; Citroën DS 19; Ford Model T, Zodiac, Ford Zephyr, Consul Cortina MkI, Consul Corsair, Ford Anglia; Renault 4, 10 Major, R8 Gordini, 1000 kg Fourgon Tôlé Grande Capacité [R2065]; Rover P6 (Rover 2000). Среди прочих летательных аппаратов, фигурирующих в ленте: English Electric F.6 Lightning; Folland Gnat T.1; Hiller UH-12B; Morane-Saulnier MS.502 Criquet, F-BBNP; Vickers 806 Viscount, G-AOYS; и английская стратегическая ракета Blue Streak.
На момент съёмок у Маре, в силу возраста, возникали некоторые трудности с выполнением трюков, однако прибегать к услугам дублёра он не собирался. Постановщик трюков Клод Карлье, работавший над фильмом, вспоминал: «Нужно было забраться на 15-метровую башню, поэтому я сказал: „Послушай, Жан, если ты не можешь подняться на неё — остановись!“. И он залез на все 15 метров. Мы с Жаном были способны на удивительные вещи».
Старая машина Годфри по правилам должна быть праворульной, так как в Шотландии левостороннее движение. Но поскольку сцены Шотландии снимались во Франции, где движение правостороннее, задействованные в фильме автомобили — леворульные.

### Музыкальное оформление
Музыку для всех трёх фильмов создал французский композитор Мишель Мань.

## Выход

Японский киноплакат

Премьера в Париже состоялась 16 марта 1967 года, в Риме — 25 августа того же года. В прокат в СССР фильм вышел 8 июля 1968 года (р/у 206668). Был дублирован на киностудии «Союзмультфильм».
- Автор русского текста — Евгений Гальперин
- Режиссёр — Георгий Калитиевский
- Звукооператор — Георгий Мартынюк
- Редактор — Зинаида Павлова[2]

Суммарно киносеансы третьего фильма о Фантомасе посетили 3,5 миллиона французских и 34,3 миллиона советских зрителей. 1 марта 2008 года состоялся выход на DVD-дисках, 29 марта 2012 года — на сервисах формата «видео по запросу», 10 мая 2017 года — на Blu-ray.

## Возможное продолжение
После «Фантомаса против Скотланд-Ярда» создатели фильма планировали снять продолжение, «Фантомас в Москве» (фр. Fantomas à Moscou), действие которого должно было происходить в СССР. По сценарию этой части Элен оказывается дочерью Фантомаса. Однако четвёртый фильм так и не увидел свет: возникли трудности с финансированием, а Жан Маре и Луи де Фюнес не уживались на одной съёмочной площадке и отказывались снова работать вместе. Первый, посетив сеанс третьей картины в парижском кинотеатре, раздражённо заявил, что фильм следовало назвать «Комиссар Жюв против Скотланд-Ярда», а на вопрос Андре Юнебеля о том, когда можно начать работу над продолжением, ответил категоричное «никогда», завершив на этом разговор. Также одной из причин закрытия проекта стало отвращение Маре, игравшего одновременно Фантомаса и Фандора, к зелёному гриму и резиновым маскам, вызывающим аллергию на его лице.